# Symboles nationaux du Cameroun
 (août 2021).
Les informations dans cet article sont mal organisées, redondantes, ou il existe des sections bien trop longues. Structurez-le ou soumettez des propositions en page de discussion.
Avec le temps, il arrive que le contenu présent dans un article devienne désordonné. Il est souvent nécessaire de réorganiser l'article de fond en comble.
- Il faut tout d’abord répartir le contenu de l'article en plusieurs sections. Les informations doivent ensuite être exposées clairement et le plus synthétiquement possible, regroupées par sujet afin d'éviter les doublons. Quelqu'un cherchant une information précise doit pouvoir la trouver rapidement en lisant la section appropriée.
- À l'intérieur de chaque section, le texte, souvent initialement sous la forme de phrases éparses, doit être regroupé dans des paragraphes de quelques lignes, en assurant un enchaînement logique et une cohérence entre les phrases.
- Lorsque l'article ou l'une de ses sections développe trop longuement un point qui n'est pas dans le cœur du sujet traité, il convient de faire une synthèse et de transférer l'ancien contenu dans des articles plus appropriés (en cas de transfert, il faut impérativement respecter la procédure Aide:Scission).

Si vous pensez que ces points ont été résolus, vous pouvez retirer ce bandeau et améliorer le plan d'un autre article.

Drapeau du Cameroun.

Les symboles nationaux du Cameroun sont une ville, des signes, des figures, des mots, des édifices et des images qui servent à distinguer le Cameroun d'autres pays du monde.
Certains sont explicitement nommés et décrits par la constitution, d'autres sont identifiables dans la pratique quotidienne du vivre ensemble des Camerounais. L'Assemblée législative du Cameroun, en abrégé ALCAM, en a adopté en 1957 ; le reste l'a été dès 1960, année de l'indépendance du Cameroun.
À titre restrictif, les symboles nationaux du Cameroun sont : la devise, le drapeau, l'hymne nationale, le sceau, l'écu et les armoiries. Mais à cette liste restrictive il faut ajouter: la fête nationale de l'unité (20 mai), le lion indomptable, le Palais de l'unité, le monument de la réunification, le siège des institutions (capitale politique), la forme de la république du Cameroun, les médailles officielles, le bilinguisme (français et anglais comme langues officielles du pays) et le multiculturalisme.
Les symboles nationaux sont aussi appelés emblèmes nationaux. Ils sont sacrés et quiconque les profane s'attire les foudres de l'État.

## Devise
La constitution camerounaise, dans toutes ses variantes, reconnaît Paix - Travail - Patrie (en français) ou Peace - Work - Fatherland (en anglais) comme devise nationale du pays. La constitution du 18 janvier 1996 met en exergue trois autres idéaux sur lesquels se bâti la nation camerounaise : Fraternité - Justice - Progrès.

## Drapeau
Le drapeau du Cameroun est tricolore : vert, rouge, jaune. Les trois couleurs sont représentées par trois bandes verticales d'égales dimensions. Le centre de la bande rouge est frappé d'une étoile d'or à cinq bras. Chaque couleur, chaque représentation sur le drapeau de la République du Cameroun a une signification:
Le vert symbolise la végétation luxuriante du grand sud du pays (région du Centre, Région du Sud, Région de l'Est, Région de l'Ouest, Région du Nord-Ouest, Région du Sud-Ouest et Région du Littoral).
Le jaune symbolise le soleil, le bonheur, la savane du grand nord-Cameroun (Région de l'Adamaoua, Région du Nord et Région de l’Extrême-Nord).
Le rouge symbolise l'union entre le grand Sud et le grand Nord du Cameroun. D'aucuns parlent du sang des martyrs versé lors de la guerre d'indépendance.
L'étoile d'or au centre de la bande rouge symbolise l'unité entre les deux Cameroun : le Cameroun occidental et le Cameroun oriental.

## Sceau
Le sceau de la République du Cameroun est une médaille circulaire en bas relief de 46 millimètres. Sur l'un de ses côtés et au centre, il présente le profil d'une tête de jeune fille encadrée par une branche de caféier à deux feuilles à droite et par cinq cabosses de cacao à gauche. Sur l'arc supérieur est inscrit en français : « République du Cameroun », et sur l'arc inférieur la devise nationale : « Paix, Travail, Patrie ». Sur l'autre côté, le sceau camerounais présente, au centre, les armoiries de la République du Cameroun. Sur l'arc supérieur de ce côté revers est inscrit en anglais : « Republic of Cameroon », et sur l'arc inférieur : « Peace, Work, Fatherland ».

## Écu
L'écu de la République du Cameroun est composée d'une étoile d'or sur fond de sinople et d'un triangle de gueules chargé de la carte géographique du Cameroun d'azur, frappé du glaive et de la balance de justice de sable.
La balance est le symbole de la justice.

## Armoiries

Armoiries du Cameroun.

Les armoiries du Cameroun sont un écu chapé surmonté côté chef par l'inscription « République du Cameroun », et supporté par un double faisceau de licteurs entrecroisés avec la devise « Paix - Travail - Patrie », côté pointe.
Le double faisceau de licteurs symbolise l'autorité de l'État camerounais.

## Hymne national
L'hymne national de la République du Cameroun est appelé Chant de Ralliement. Ralliement d'abord au Cameroun, le « berceau de nos ancêtres, le jardin que nos aïeux ont cultivé », puis à l'Afrique, la terre mère sans qui rien n'est possible. Il a été composé par les élèves de la première promotion (1925 - 1928) de l'École normale de Foulassi, adopté et érigé en hymne national par l'Assemblée Législative du Cameroun (ALCAM) en 1957 pendant la période de la tutelle française sur le Cameroun (1945 - 1960).

### Version française
Les paroles de version française de l'hymne national de la République du Cameroun sont de René Djam Afane, Moïse Nyatte Nko'o et Samuel Minkio Bamba. La musique est de René Djam Afame :
« Ô Cameroun berceau de nos ancêtres,
Va debout et jaloux de ta liberté,
Comme un soleil ton drapeau fier doit être
Un symbole ardent de foi et d'unité.
Que tous tes enfants du Nord au Sud,
De l'Est à l'Ouest, soient tout amour !
te servir que ce soit leur seul but
Pour remplir leur devoir toujours !
Refrain
Chère Patrie, Terre Chérie,
Tu es notre seul et vrai bonheur,
Notre joie et notre vie,
À toi l'amour et le grand honneur!
Tu es la tombe où dorment nos Pères,
Le jardin que nos Aïeux ont cultivé.
Nous travaillons pour te rendre prospère,
Un beau jour enfin nous serons arrivés.
De l'Afrique sois fidèle enfant!
Et progresse toujours en paix
Espérant que tes jeunes enfants
T'aimerons sans borne à jamais.
Refrain
Chère Patrie, Terre Chérie,
Tu es notre seul et vrai bonheur,
Notre joie et notre vie,
À toi l'amour et le grand honneur ! »

### Version anglaise
Les paroles de la version anglaise de l'hymne national du Cameroun sont de Bernard Nsokika Fonlon. La musique reste de René Djam Afane :
« Ô Cameroon, Thou Cradle of our Fathers
Holy shrine where in our midst they now repose,
Their tears and blood and sweat thy soil did water,
On thy hills and valleys once their tillage rose.
Dear Fatherland, thy worth no tongue can tell!
How can we ever pay thy due?
Thy welfare we will win in toil and love and peace,
Will be to thy name ever true!
Chorus
Land of Promise, Land of Glory!
Thou, of life and joy, our only store!
Thine be honor, thine devotion,
And deep endearment, for evermore!
From Shari, from where the Mungo meanders
From along the banks of lowly Boumba Stream,
Muster thy sons in union close around thee,
Mighty as the Buea Mountain be their team,
Instil in them the love of gentle ways,
Regret for errors of the past.
Foster, for Mother Africa, a loyalty
That true shall remain to the last.
Chorus
Land of Promise, Land of Glory!
Thou, of life and joy, our only store!
Thine be honor, thine devotion,
And deep endearment, for evermore! »

## Yaoundé

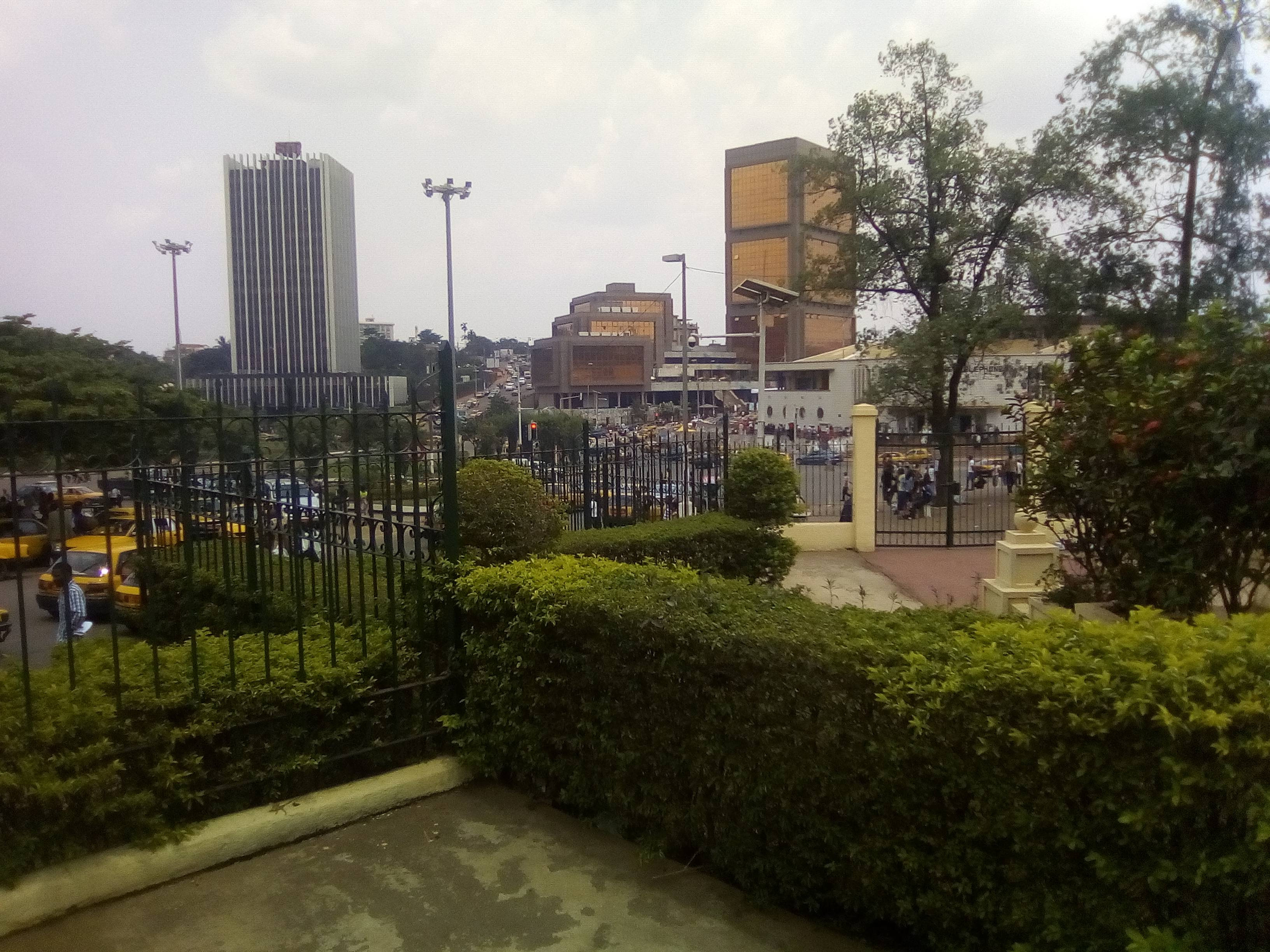
Centre-ville de Yaoundé

La ville de Yaoundé est le siège des institutions camerounaises. C'est la capitale politique du pays. On l'appelle encore du nom de « ville aux sept collines ».

## Palais de l'Unité
Le Palais de l'Unité est l'immeuble qui abrite les services du Président de la République du Cameroun. Il fut construit sous le règne du Feu Président Ahmadou Ahidjo. Ce dernier l'a occupé en 1982 avant de l'abandonner la même année à la suite de sa démission du poste de président de la République Unie du Cameroun survenue le 4 novembre 1982, au profit de l'occupant actuel: Paul Biya.

## Monument de la Réunification

Monument de la Réunification

Le Monument de la Réunification est un site historique situé à Yaoundé. C'est l'un des symboles visibles des retrouvailles entre les Camerounais séparés après la Première Guerre mondiale au nom des intérêts des puissances coloniales européennes que sont la France et le Royaume-Uni.

## Lion Indomptable
Le lion indomptable est le nom donné à l'équipe nationale du Cameroun, quelle que soit la discipline sportive. Quand la compétition met en jeu des femmes, on parle de « Lionnes indomptables ». Les équipes nationales de football (masculin et féminin) sont les plus connues du public.

## Palais des verres
Le Palais des Verres est l'immeuble où siège le Parlement camerounais. Il est situé à obili dans la ville de Yaoundé.

## Immeuble Étoile
L'Immeuble Étoile est le Premier Ministère de la République du Cameroun. Il est situé sur le Boulevard du 20 mai à Yaoundé.

## Bilinguisme
Le Cameroun est un pays résolument engagé dans la voie du bilinguisme depuis le 1er octobre 1961, date de la réunification du pays et de la naissance de la République fédérale du Cameroun.

## Multiculturalisme
La République du Cameroun « œuvre pour la protection et la promotion des langues nationales », dit la constitution camerounaise. Le 23 janvier 2017, le Président de la République, Paul Biya, signe le décret qui crée la Commission Nationale pour la Promotion du Bilinguisme et du Multiculturalisme (CNPBM) au Cameroun.

## Fête nationale
Le 20 mai de chaque année est le jour de la plus importante fête nationale au Cameroun. C'est le 140e jour d'une année de 365 jours. Ce jour, tous les camerounais de tous les bords sont appelés à célébrer l'unité nationale de la République du Cameroun partout où ils se trouvent, car c'est la Fête Nationale de l'Unité.